# Tucson

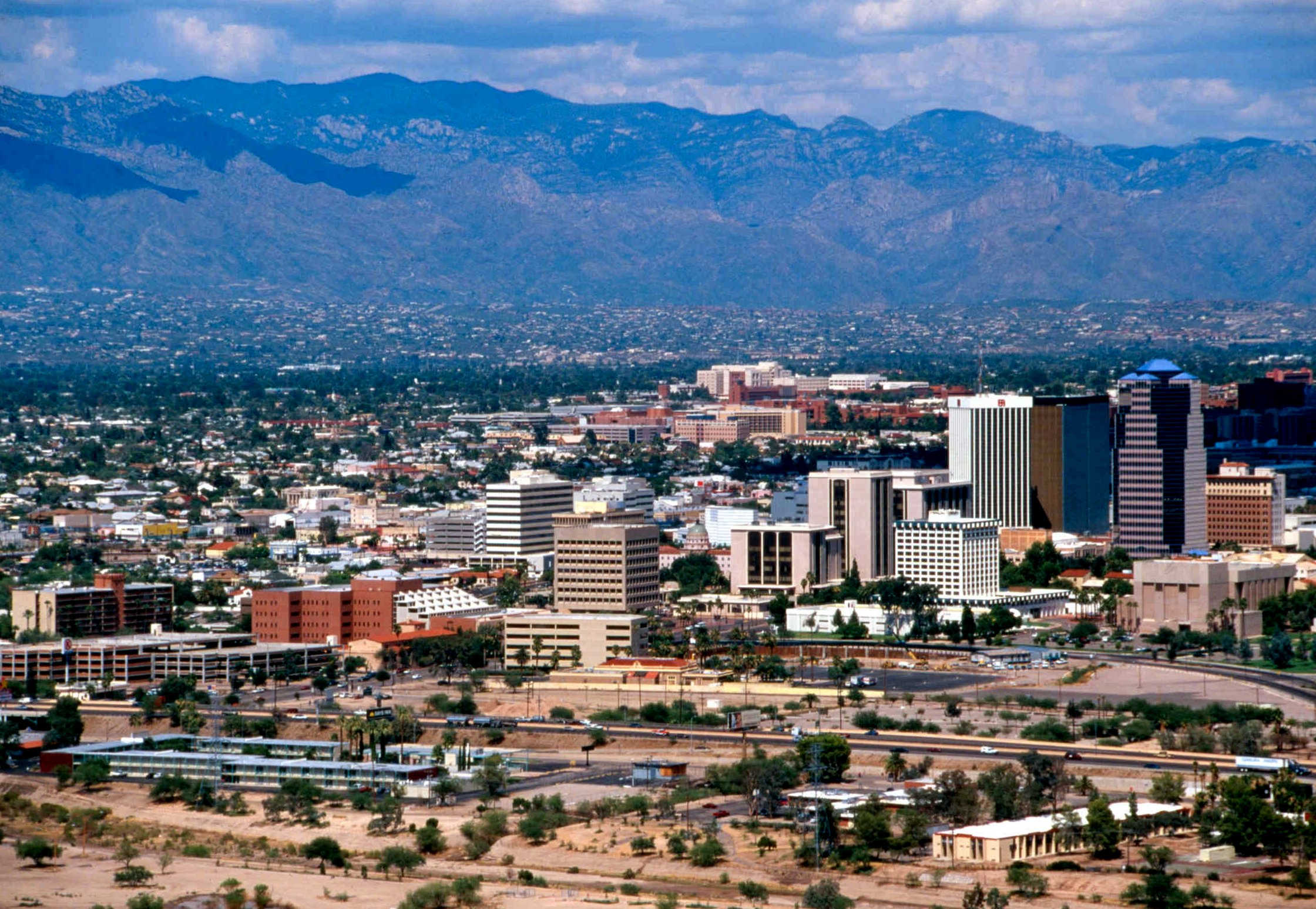
Tucson med Catalinabergen i bakgrunden

Tucson [ˈtuːsɒn] är en stad i Pima County i Arizona i USA. Det är den näst största staden i Arizona efter huvudstaden Phoenix. Den ligger på en medelnivå av 728 m över havet och på en yta av 505,3 km² och har en befolkning av 518 956 invånare (2006), medan storstadsområdet har 946 362 invånare. Detta gör Tucson till den 32:a största staden i USA och området till det 52:a största storstadsområdet. I storstadsområdet ingår bland annat orterna Oro Valley, Marana, South Tucson (som omges helt av Tucson) och Sahuarita.
Namnet Tucson kommer från O'odham-språkets Cuk Ṣon (uttalas [ʧʊk ʂɔn] via spanskan. Ordet betyder "svart bas", vilket kommer av de vulkaniska bergarterna i bergen väster om staden. Tucson kallas också ibland för "The Old Pueblo".
Tucson är hemort för University of Arizona, vars campus ligger centralt i staden. Universitetet har omkring 37 000 studenter.

## Historia

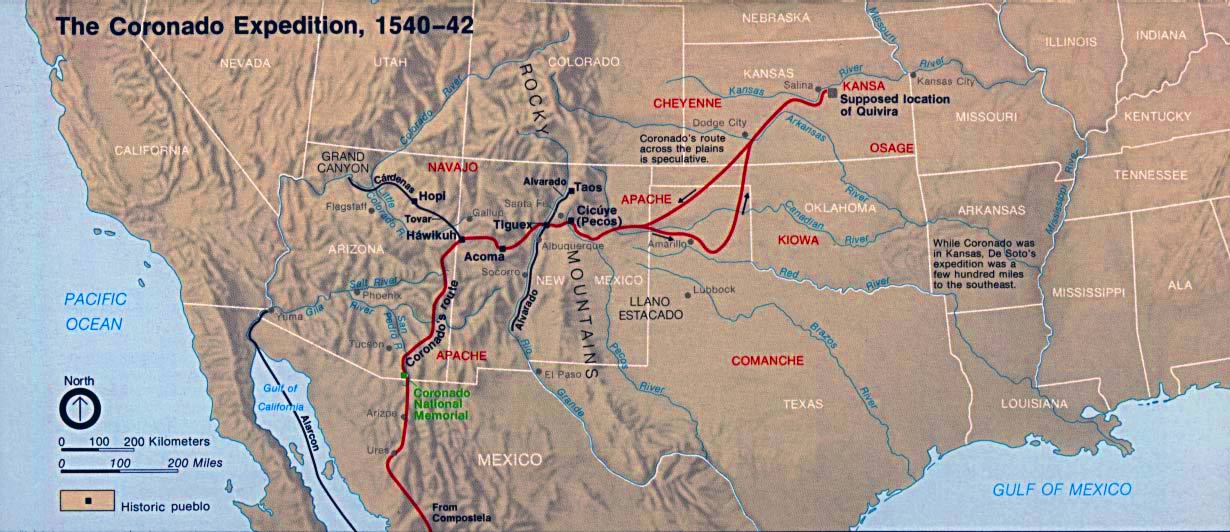
Coronados expedition 1540–1542

Människans historia i Tucsonområdet börjar runt 1000 f.Kr. då paleoindianernas migrationer tog dem genom området. De tidigaste bosättningarna som hittills hittats är från ett jordbrukssamhälle som daterats till runt 1000 f.Kr. Mellan 200-talet och 1400-talet levde Hohokamfolket i området, men deras samhällen verkar ha övergetts och deras kultur försvunnit i mitten av 1400-talet. Pimaindianer fyllde vakuumet efter hohokamfolkets försvinnande och var de som mötte de första europeiska expeditionerna i området.
I början av 1540-talet var Francisco Vásquez de Coronado en av de första européerna som utforskade området. 1692 kom den spanske missionären Eusebio Francisco Kino till området och grundade år 1700 missionen San Xavier del Bac. 1775 grundades Tucson då spanjorerna byggde fortet Presidio de San Augustin de Tucson som sedermera utvecklades till staden Tucson. När Mexiko blev självständigt 1821 hamnade Tucson under mexikanskt styre fram till 1853 då genom Gadsdenfördraget stora delar av nuvarande Arizona och New Mexico såldes av Mexiko till USA.

## Kända personer
- Eli Crane, politiker
- Dennis DeConcini, politiker
- Gabrielle Giffords, politiker
- Lee Marvin, skådespelare
- Linda Ronstadt, sångerska
- Annika Sörenstam, golfspelare, gick på universitetet
- Calexico, musikgrupp
- Rainer Ptacek, 1951–1997, musiker